# Steinkohlebergwerk Janina
Das Steinkohlenbergwerk Janina  (polnisch Zakład Górniczy Janina) ist ein aktives Steinkohlenbergwerk in Libiąż, Polen. Es wird von der TAURON Wydobycie S.A., einer Tochtergesellschaft des polnischen Energiekonzerns Tauron Polska Energia, betrieben.

## Geschichte
Das Bergwerk wurde durch die Aktiengesellschaft „Galicienne Compagnie des Mines“ gegründet, an der hauptsächlich französische Investoren beteiligt waren und die ihren Sitz in Paris hatte.
1906 wurde mit dem Aufbau der Zeche begonnen und der Hauptförderschacht (Janina I; später Wetterschacht) auf 115 m Tiefe abgeteuft. Für den Abbau wurden zwei Sohlen aufgefahren, eine bei 87 Metern, die zweite bei 99 Metern. Wie an vielen anderen Stellen im oberschlesisch-galizischen Steinkohlenrevier wurde die Kohle im Pfeilerausbau gewonnen.
Schon bald kam mit Janina II ein weiterer Schacht mit 100 m Teufe hinzu. Auch wurde ein Kraftwerk errichtet und ein Gleisanschluss zum österreichischen/galizischen Eisenbahnnetz hergestellt.
Die Erhöhung der Produktionszahlen machte weitere Ausbauarbeiten notwendig. So wurde Janina II auf 350 tiefergeteuft und eine 3. Sohle bei 295 m aufgeschlossen. Für die Bewetterung und den Materialtransport kamen weitere Schächte hinzu. Zum Transport der Kohle wurden erstmals 1925 Schüttelrutschen benutzt.
Während der Besetzung durch Nazi-Deutschland erhielt das Bergwerk die eingedeutschten Namen „Johannagrube“ bzw. „Gute Hoffnung“ wurde durch die I.G. Farben betrieben und ab 1. Januar 1943 von der Fürstengrube GmbH übernommen, die auch das Bergwerk Fürstengrube/Wesolla betrieb und dort Zwangsarbeiter aus Auschwitz einsetzte.
Nach dem Zweiten Weltkrieg gelangte das Bergwerk für kurze Zeit zur ZPW Krakau, aber schon bald zu der von Jaworzno-Mikołów.
Die ersten Nachkriegsinvestitionen bestanden in einem Umbau und einer Erweiterung der beiden vorhandenen Schächte und dem Abteufen eines dritten Schachtes, Janina III, über dem ein Förderturm errichtet wurde und der heute die gesamte Förderung zu Tage hebt. Erhebliche Fortschritte wurden auch im Bereich der mechanischen Förderung erzielt, sowohl bei der Kohlengewinnung als auch beim Transport.
Im Fünfjahreszeitraum von 1971 bis 1975 wurde 4,7 km nordwestlich der bisherigen Anlage eine eigenständige neue Anlage geschaffen, die auf eine Produktionskapazität von 2000 t pro Tag ausgelegt war und 1978 in Betrieb ging. Im gleichen Zeitraum wurde die Altanlage auf eine Tagesförderung von 8000 Tonnen ertüchtigt. Zur Errichtung einer geplanten dritten Anlage kam es jedoch nicht.

## Gegenwart
Ab 1989 gab es zahlreiche Umstrukturierungsmaßnahmen, Teilstilllegungen und Besitzerwechsel. Am 1. Januar 2003 wurde die Zeche Janina Teil des KWSA-Konzerns (Kompania Węglowa S.A.) in Katowice, aber schon zwei Jahre später zusammen mit Sobieski in den neu gebildeten Konzern „Południowy Koncern Węglowy SA“ ausgegliedert. 2014 änderte diese ihren Namen in „TAURON Wydobycie S.A.“ und betreibt seit Ende 2015 neben Janina und Sobieski auch das vom KSWA-Konzern (jetzt PGG) übernommene Bergwerk Brzeszcze.

## Bedeutung
Janina kann mit 841 Millionen Tonnen Ressourcen und 388 Mt Reserven in 2003 auf eine der größten Steinkohlelagerstätten Polens zugreifen. Die Jahresförderung beträgt etwa 2,8 Millionen Tonnen. Das Bergwerk ist der wichtigste Wirtschaftsfaktor und einer der wichtigsten Arbeitgeber der Gemeinde Libiąż und der umliegenden Gemeinden.

## Förderzahlen
1910: 19.000 t; 1917: 154.000 t; 1938: 232.735; 1970: 1,65 Mio. t; 1979: 3,43 Mio. t